# خالدة فروغ
خالدة فُرُوغ (1972) شاعرة وأستاذة جامعية أفغانية. ولدت في كابول ونشأت بها ودرست في جامعتها وحصلت على شهادتها في 1991. غادرت بلادها بعد ظهور طالبان إلى باكستان في 1992 فعملت فيها بالصحافة. رجعت بعد سقوط طالبان إلى وطنها في 2001 فعيّنت أستاذة في جامعة كابول. صدرت لها العديد من المجموعات الشعرية وقد ترجمت بعضها إلى لغات مختلفة ولها أيضًا بحوث ودراسات أدبية. 

## سيرتها
ولدت خالدة فُرُوغ في كابول سنة 1972 م/ 1392 هـ ونشأت بها. درست في مدرسة مريم الثانوية وذهبت إلى جامعة كابول وتخرّجت من كلية اللغة والأدب فيها.

برزت في الإعلام وعملت في قسم الفن والأدب في إذاعة أفغانستان، ومنذ عام 1994 ، كانت مسؤولة الأدبية فيها. وبعد سقوط كابول بيد طالبان في 1992 ، غادرت إلى باكستان ، حيث عملت مسؤولتًا في مجلة صدف. عاد إلى مسقط رأسها بعد سقوط كابل في 2001. فأصبحت أستاذة في كلية اللغة والأدب في جامعة كابول. عملت أيضًا مقدمةً للبرنامجة أدبية «القصر العالي للدُّر الدَري» (بالفارسية: كاخِ بُلَندِ دُرِّ دَری) على قناة طلوع تي وي.

## شعرها
تعتبر من الشاعرات الأفغانيات يكتبن الشعر الفارسي على الطريقة تقليدية ونيمائية معًا. من خصائص شعرها، إشارات إلى الأساطير والشخصيات التاريخية واستخدام البحار غير العادية في الشعر الغنائي. ترفض ازدواجية الشعر الأنثوي والذكوري وتعتقد بأن جنس الشاعر لا يمكن أن يؤثر على المشاعر والعواطف الشعرية.
نشرت قصائدها في وسائل الإعلام المطبوعة الأفغانية الداخلية والخارجية بالفارسية وقد ترجمت بعضها إلى الإنجليزية والفرنسية والنرويجية والعربية. 

## حياتها الشخصية
تزوجت من الشاعر وحيد وارَستَه ولها ابنة اسمها نيرفانا/نيروانا. 

## مؤلفاتها
من دواوينها الشعرية:
- قیام میترا
- پنجره یی بر فصل صاعقه، 1999
- سرنوشت دستهای نسل فانوس، 2000
- عبور از قرن قابیل، 2000
- در خیابانهای خواب و خاطره، رباعيات
- همیشه پنج عصر
- كوچه‌های خالی دنیا
- رمان پایان ناپذیریست گورستان
- قیام میترا و چند رؤیای دیگر
- فردای من اتفاق می‌‌افتد در دیروز
- گفتم كه یابم جلد جلدِ خویش، بخط السيريليك
- مریم، مقدس بودنت یك جو نمی‌ارزد

من كتبها:
- گام بی‌توقف دراسة في شعر الفارسي المعاصر
- زنی كه زند‌گی پس‌انداز می‌كرد، رواية